# Anna Comarella
Anna Comarella (* 12. März 1997 in Pieve di Cadore) ist eine italienische Skilangläuferin.

## Werdegang
Comarella nahm von 2013 bis 2017 an U18 und U20-Rennen im Alpencup teil. Dabei belegte sie in der Saison 2016/17 den ersten Platz in der U20-Gesamtwertung. Bei den Junioren-Skiweltmeisterschaften 2014 im Fleimstal kam sie auf den 35. Platz über 5 km klassisch und auf den neunten Rang mit der Staffel. Beim Europäischen Olympischen Winter-Jugendfestival 2015 in Steg wurde sie Zehnte über 5 km Freistil, Achte im Sprint und Siebte über 7,5 km klassisch. Im Februar 2015 belegte sie bei den  Junioren-Skiweltmeisterschaften in Almaty den 14. Platz über 5 km Freistil, den 12. Rang im Sprint und den siebten Platz mit der Staffel. Ihre besten Platzierungen bei den Junioren-Skiweltmeisterschaften 2016 in Râșnov waren der siebte Platz mit der Staffel und der vierte Rang über 10 km Freistil. Bei den Junioren-Skiweltmeisterschaften 2017 in Soldier Hollow holte sie die Silbermedaille mit der Staffel. Über 5 km Freistil und im Skiathlon wurde sie jeweils Vierte. 
Zu Beginn der Saison 2017/18 startete Comarella in Prémanon erstmals im Alpencup und belegte den vierten Platz über 10 km klassisch. In Toblach absolvierte sie ihr erstes Weltcuprennen, welches sie mit dem 57. Platz über 10 km Freistil beendete. Im weiteren Saisonverlauf erreichte sie mit dritten Plätzen im Alpencup in Campra im Skiathlon und in Baqueira-Beret im 10-km-Massenstartrennen und Verfolgungsrennen ihre ersten Podestplatzierungen und errang damit den neunten Platz in der Gesamtwertung. Bei den U23-Skiweltmeisterschaften 2018 in Goms kam sie auf den 37. Platz im Sprint, auf den neunten Rang über 10 km klassisch und auf den siebten Platz im Skiathlon. Im Februar 2018 lief sie bei den Olympischen Winterspielen in Pyeongchang auf den 37. Platz im Skiathlon, auf den 34. Rang im 30-km-Massenstartrennen und auf den neunten Platz mit der Staffel.
In der Saison 2018/19 wurde Comarella in Valdidentro Dritte im 10-km-Massenstartrennen und in Nové Město na Moravě jeweils Zweite über 10 km Freistil und im 15-km-Massenstartrennen und erreichte damit den zehnten Platz in der Gesamtwertung des Alpencups. Bei den U23-Skiweltmeisterschaften 2019 in Lahti lief sie auf den 30. Platz im Sprint, auf den 12. Rang im 15-km-Massenstartrennen und auf den achten Platz über 10 km Freistil. Im Februar 2019 holte sie in Cogne mit dem 22. Platz über 10 km klassisch ihre ersten Weltcuppunkte. Bei den folgenden Nordischen Skiweltmeisterschaften in Seefeld in Tirol belegte sie den 28. Platz über 10 km klassisch, den 17. Rang im Skiathlon und den siebten Platz mit der Staffel. Zum Saisonende errang sie den 30. Platz beim Weltcupfinale in Québec und erreichte den 80. Platz im Gesamtweltcup. In der folgenden Saison errang sie mit dem 55. Platz beim Ruka Triple und dem 18. Platz bei der Tour de Ski 2019/20, den 48. Platz im Gesamtweltcup. Bei den U23-Weltmeisterschaften 2020 in Oberwiesenthal gewann sie die Bronzemedaille mit der Staffel. Zudem belegte sie den 17. Platz über 10 km klassisch und den achten Rang im 15-km-Massenstartrennen.
Nach Platz 34 beim Ruka Triple zu Beginn der Saison 2020/21, errang Comarella beim Alpencup in Formazza die Plätze drei und eins und kam bei der Tour de Ski 2021 auf den 20. Gesamtrang. Beim Saisonhöhepunkt, den nordischen Skiweltmeisterschaften in Oberstdorf, lief sie auf den 31. Platz über 10 km Freistil und auf den 21. Rang im Skiathlon. Zum Saisonende errang sie im Engadin den 20. Platz im 10-km-Massenstartrennen und den 21. Platz in der Verfolgung und erreichte abschließend den 33. Platz im Gesamtweltcup. Im folgenden Jahr nahm sie bei den Olympischen Winterspielen in Peking an vier Wettbewerben teil. Ihre besten Platzierungen dabei waren der 26. Platz über 10 km klassisch und der achte Rang mit der Staffel.

## Teilnahmen an Weltmeisterschaften und Olympischen Winterspielen

### Olympische Spiele
- 2018 Pyeongchang: 9. Platz Staffel, 34. Platz 30 km klassisch Massenstart, 37. Platz 15 km Skiathlon
- 2022 Peking: 8. Platz Staffel, 26. Platz 10 km klassisch, 37. Platz 15 km Skiathlon, 40. Platz 30 km Freistil Massenstart

### Nordische Skiweltmeisterschaften
- 2019 Seefeld in Tirol: 7. Platz Staffel, 17. Platz 15 km Skiathlon, 28. Platz 10 km klassisch
- 2021 Oberstdorf: 21. Platz 15 km Skiathlon, 31. Platz 10 km Freistil
- 2023 Planica: 7. Platz Staffel, 22. Platz 30 km klassisch Massenstart, 24. Platz 15 km Skiathlon
- 2025 Trondheim: 7. Platz Staffel, 20. Platz 10 km klassisch, 22. Platz 20 km Skiathlon

## Siege bei Continental-Cup-Rennen
| Nr. | Datum             | Ort      | Disziplin                       | Serie    |
| --- | ----------------- | -------- | ------------------------------- | -------- |
| 1.  | 19. Dezember 2020 | Formazza | 10 km klassisch Individualstart | Alpencup |

## Platzierungen im Weltcup

### Weltcup-Statistik
Die Tabelle zeigt die erreichten Platzierungen im Einzelnen.
- 1.–3. Platz: Anzahl der Podiumsplatzierungen
- Top 10: Anzahl der Platzierungen unter den ersten zehn
- Punkteränge: Anzahl der Platzierungen innerhalb der Punkteränge
- Starts: Anzahl gelaufener Rennen in der jeweiligen Disziplin
- Hinweis: Bei den Distanzrennen erfolgt die Einordnung gemäß FIS.

| Platzierung               | Distanzrennen a | Distanzrennen a | Distanzrennen a | Distanzrennen a | Distanzrennen a | Skiathlon Verfolgung | Sprint | Etappen- rennen b | Gesamt | Team   | Team    |
| Platzierung               | ≤ 5 km          | ≤ 10 km         | ≤ 15 km         | ≤ 30 km         | > 30 km         | Skiathlon Verfolgung | Sprint | Etappen- rennen b | Gesamt | Sprint | Staffel |
| ------------------------- | --------------- | --------------- | --------------- | --------------- | --------------- | -------------------- | ------ | ----------------- | ------ | ------ | ------- |
| 1. Platz                  |                 |                 |                 |                 |                 |                      |        |                   |        |        |         |
| 2. Platz                  |                 |                 |                 |                 |                 |                      |        |                   |        |        |         |
| 3. Platz                  |                 |                 |                 |                 |                 |                      |        |                   |        |        |         |
| Top 10                    |                 |                 |                 |                 |                 |                      |        |                   |        |        | 3       |
| Punkteränge               |                 | 30              | 3               | 11              |                 | 13                   | 1      | 5                 | 63     |        | 3       |
| Starts                    |                 | 44              | 3               | 12              | 1               | 20                   | 17     | 7                 | 104    |        | 3       |
| Stand: Saisonende 2024/25 |                 |                 |                 |                 |                 |                      |        |                   |        |        |         |

### Weltcup-Gesamtplatzierungen
| Saison  | Gesamt | Gesamt | Distanz | Distanz | Sprint | Sprint |
| Saison  | Punkte | Platz  | Punkte  | Platz   | Punkte | Platz  |
| ------- | ------ | ------ | ------- | ------- | ------ | ------ |
| 2018/19 | 26     | 80.    | 24      | 61.     | -      | -      |
| 2019/20 | 117    | 48.    | 65      | 33.     | -      | -      |
| 2020/21 | 171    | 33.    | 127     | 28.     | -      | -      |
| 2021/22 | 6      | 103.   | 6       | 74.     | -      | -      |
| 2022/23 | 309    | 56.    | 231     | 40.     | -      | -      |
| 2023/24 | 129    | 74.    | 129     | 49.     | -      | -      |
| 2024/25 | 372    | 50.    | 238     | 37.     | 8      | 110.   |